# Ciudad Histórica de Toledo
La Ciudad Histórica de Toledo es un conjunto histórico del municipio español de Toledo, declarado Patrimonio de la Humanidad.

## Descripción
El conjunto incluye edificaciones históricas de la ciudad española de Toledo, en la comunidad autónoma de Castilla-La Mancha. El área protegida comprende el casco antiguo de la ciudad, encerrado por la muralla de la ciudad y por el meandro que forma el río Tajo, y una serie de zonas en la orilla opuesta del curso fluvial. Fue declarado Patrimonio de la Humanidad por la Unesco en 1986. La ciudad también tiene el estatus de Bien de Interés Cultural, al haber sido declarada monumento histórico-artístico el 9 de marzo de 1940.